# Aeroportul Melonguane
Aeroportul Melonguane (IATA: MNA, ICAO: WAMN) este un aeroport din Sulawesi Utara⁠(d), Indonezia.
Situat la o altitudine de 3 m, aeroportul dispune de o singură pistă.